# Devendra Harne
Devendra Harne (India, 9 januari 1995) is de persoon met de meeste vingers en tenen. Hij heeft 12 vingers en 13 tenen (in totaal 25). Dit komt doordat hij polydactylie heeft.